# Cill Charthaigh

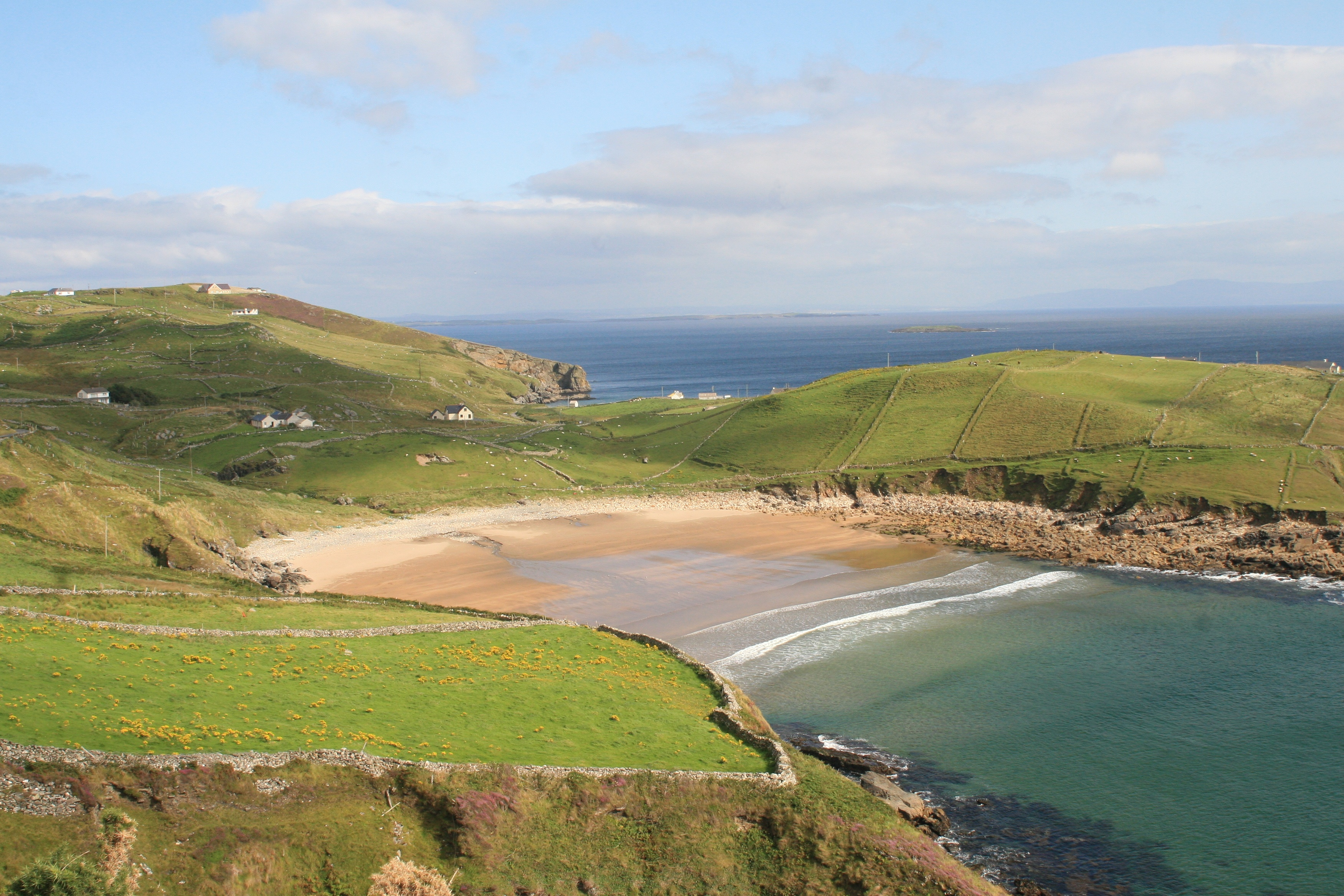
Muckros Head im Parish Kilcar

Cill Charthaigh (dt.: „Die Kirche von St. Cartha“) ist ein kleiner Ort und Parish im County Donegal im Nordwesten der Republik Irland, der auf eine Klostergründung im 6. Jahrhundert zurückgeht. Da Cill Charthaigh in einer Gaeltacht-Region liegt, ist der irische Name der einzig offizielle. Die englische Version Kilcar ist aber ebenso gebräuchlich.
Kilcar liegt ganz im Südwesten der Grafschaft Donegal an der Regionalstraße R263. Von der Nationalstraße N56 nahe Killybegs ist Kilcar etwa 13 km, vom Meer nur einen Fußweg weit entfernt. Die Einwohnerzahl Kilcars wurde bei der Volkszählung 2022 mit 403 Personen ermittelt.

## Persönlichkeiten
- Séamus Hegarty (1940–2019), römisch-katholischer Bischof